# Базијел
Базијел (фр. Bazuel) насеље је и општина у североисточној Француској у региону Север-Па д Кале, у департману Север која припада префектури Камбре.
По подацима из 2011. године у општини је живело 553 становника, а густина насељености је износила 46,82 становника/km². Општина се простире на површини од 11,81 km². Налази се на средњој надморској висини од 140 метара (максималној 158 m, а минималној 112 m).

## Демографија
| 1962. | 1968. | 1975. | 1982. | 1990. | 1999. | 2011. |
| ----- | ----- | ----- | ----- | ----- | ----- | ----- |
| 788   | 801   | 795   | 726   | 674   | 571   | 553   |

График промене броја становника у току последњих година